# John McPhail
Pour les articles homonymes, voir McPhail.
John McPhail (né le 27 décembre 1923 à Glasgow et mort le 6 novembre 2000 dans la même ville) est un footballeur écossais des années 1940 et 1950. Il est le frère de Billy McPhail, joueur du Celtic des années 1950.

## Biographie

### Club
John McPhail est attaquant au Celtic Glasgow de 1941 à 1956. Il est capitaine de l'équipe jusqu'en 1951. Il joue 204 matchs pour 87 buts, remportant le championnat écossais en 1954, ainsi que deux fois la Coupe d'Écosse de football en 1951 et en 1954.

### Sélection
En tant qu'attaquant, John McPhail est international écossais à cinq reprises (1949-1953) pour trois buts inscrits. Il débute en sélection le 9 novembre 1949, contre le pays de Galles, qu'il joue en tant que titulaire et inscrit son premier but en sélection après 23 minutes de jeu. L'Écosse gagne deux buts à zéro. Il est appelé une nouvelle fois contre le pays de Galles à l'extérieur, le 21 octobre 1950, match qui se solde par une victoire (3-1) mais il n'inscrit aucun but. Quelques jours plus tard (1er novembre 1950), il affronte l'Irlande du Nord, où il inscrit deux buts en quatre minutes (10e et 14e minutes). La Tartan Army remporte le match 6 buts à 1. Le 13 décembre 1950, il connaît une sélection contre l'Autriche, mais il n'inscrit pas de but et l'Autriche s'impose. Sa dernière sélection n'est que le 3 octobre 1953, contre l'Irlande du Nord, rencontre qui se solde par une victoire (1-3) mais il n'inscrit aucun but.

### L'après-football
Le 5 mai 1956, John se retire du football professionnel, après quatorze années au Celtic. Il travaille comme journaliste au Daily Record pendant dix années. Il écrit ensuite au The Celtic View, quelques années après son lancement.

## Palmarès avec le Celtic
- Championnat d'Écosse de football
  - Champion en 1954
  - Vice-champion en 1955
- Coupe d'Écosse de football
  - Vainqueur en 1951 et en 1954
  - Finaliste en 1955 et en 1956